# Джалілова Клара Алімадатівна
Клара Алімадатівна Джалілова (узб. Klara Jalilova Alimadatovna; 8 липня 1938, Ташкент — 20 листопада 2020, там само) — радянська і узбецька співачка та акторка, Заслужена артистка Узбецької РСР (1977).

## Життєпис
Народилась 8 липня 1938 року у Ташкенті в родині робітників, де була старшою з п'яти дітей. З дитинства займалася музикою і вокалом, виступала з концертами як співачка самодіяльного колективу. 1955 року її помітила оперна співачка Халіма Насирова та запросила на прослуховування до Ташкентської державної консерваторії, після чого Клару було рекомендовано солісткою до Узбецького оркестру народних інструментів при Державній філармонії Узбецької РСР. 1957 року Клара Джалілова була делегована від Узбецької РСР на VI Всесвітній фестиваль молоді і студентів до Москви, де була удостоєна золотої медалі. Закінчила Ташкентський художньо-промисловий інститут.
1958 року виконала головну роль в музичній комедії «Зачарований тобою», яка зазнала всесоюзного успіху. 1960 року як вокалістка брала участь в озвучені музичної комедії «Про це говорить вся махалля» Шухрата Аббасова. 1977 року отримала звання Заслуженої артистки Узбецької РСР. Пізніше багато знімалася в кіно — зіграла одну з невісток у комедії «Бунт невісток» (1985), з'явилася в невеликій ролі служниці гарему турецького султана в масштабній історичній драмі Сухейля Бен Барка і Учкуна Назарова «Битва трьох королів» (1990) з міжнародним акторським складом, — та виступала на естраді.
Померла 20 листопада 2020 року у Ташкенті в 82-річному віці.

## Особисте життя
Джалілова двічі була у шлюбі. Першим чоловіком співачки був актор Якуб Ахмедов. У пари народився син Фуркат. Шлюб завершився розлученням. Другий чоловік — Рустам Негматов, музикант ансамблю «Бахор». У цьому шлюбі народилися двоє синів — Шухрат (помер 2012 року від раку у 47-річному віці) та Шавкат.

## Вибрана фільмографія
| Рік  |   | Українська назва                     | Оригінальна назва             | Роль                                 |
| ---- | - | ------------------------------------ | ----------------------------- | ------------------------------------ |
| 1958 | ф | Зачарований тобою                    | Maftunigman                   | Юлдуз                                |
| 1978 | ф | Вогняні дороги                       | Olovli yo‘llar                | одна з дружин Садикджан-бая          |
| 1979 | ф | Дуель під чинарою                    | Chinor tagidagi duel          | дружина Абдули                       |
| 1985 | ф | Бунт невісток                        | Kelinlar qo‘zg‘aloni          | невістка, дружина майора міліції     |
| 1988 | ф | Пригоди Арслана                      | —                             | жінка з куркою                       |
| 1990 | ф | Диво-жінка                           | Temir xotin                   | сусідка                              |
| 1990 | ф | Гончар і Горщик                      | —                             | хазяйка гарему Горщика               |
| 1990 | ф | Битва трьох королів                  | The Battle of the Three Kings | служниця в гаремі турецького султана |
| 1991 | ф | Чича                                 | —                             | дружина Прокопія                     |
| 1991 | ф | Залізний чоловік                     | The iron husband              | Клара                                |
| 2004 | ф | Не залишай мене одну                 | Meni yolg‘iz qoldirma         | епізод                               |
| 2004 | ф | Життя прекрасне, або Кіллер мимоволі | Baribir hayot go‘zal          | епізод                               |
| 2006 | ф | Анора                                | Anora                         | завхоз театру                        |
| 2007 | ф | Машкара                              | Niqob                         | епізод                               |
| 2009 | ф | Я це я                               | Мен бу мен                    | кухар                                |
| 2009 | ф | Остання мить                         | So‘nggi lahza                 | епізод                               |
| 2013 | ф | Хитрі молодята                       | Mug‘ombir kuyovlar            | тітка Кийоматхона                    |

## Нагороди та відзнаки
- 1977 — Заслужена артистка Узбецької РСР
- 2011 — Орден «Дустлік» (Узбекистан)